# Diario per i miei amori
Diario per i miei amori (Napló szerelmeimnek) è un film del 1987 diretto da Márta Mészáros.
È il secondo capitolo di una trilogia, preceduto da Diario per i miei figli (1984) e seguito da Diario per mio padre e mia madre (1990).